# Onthophagus batesi
Onthophagus batesi là một loài bọ cánh cứng trong họ Bọ hung (Scarabaeidae).